# Tarzan and the Trappers

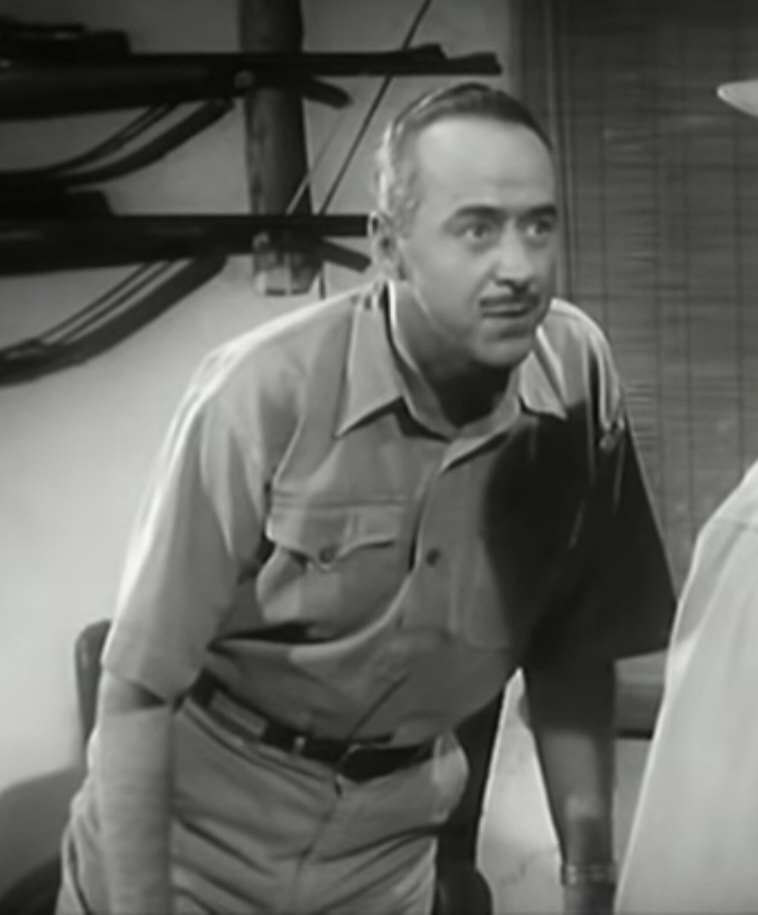

Tarzan and the Trappers (br Tarzan e os Caçadores) é um filme norte-americano de 1958, feito para a TV, do gênero aventura, dirigido por Charles F. Haas e Sandy Howard e estrelado por Gordon Scott e Eve Brent.

## A produção
Imediatamente após o término das filmagens de Tarzan's Fight for Life, foram rodados três pilotos para uma série de TV de Tarzan, que o produtor Sol Lesser esperava produzir em sociedade com a rede NBC. Entretanto, não se conseguiu nenhum patrocínio e a série, que teria episódios de trinta minutos, não saiu dos papel. Os pilotos, então, foram editados em um longa-metragem e exibidos na televisão em 05 de maio de 1966.
Frustrado, tanto com a baixa bilheteria de Tarzan' Fight for Life quanto com o fim do sonho de ver o herói entrar nos lares americanos, Lesser acabou por aceitar a oferta de Sy Weintraub e Harvey Hayutin e vendeu-lhes sua produtora e seus direitos cinematográficos sobre o personagem. Lesser estava envolvido com Tarzan desde 1931, tendo produzido quinze filmes, um seriado e três episódios de TV com o rei das selvas.

## Sinopse
Tarzan enfrenta Schroeder e René, caçadores inescrupulosos que fornecem animais ilegalmente para zoológicos. Mais tarde,outros dois caçadores, Lapin e Sikes, vêm perturbar seu sossego. Sikes deseja vingar-se de Tarzan porque ele prendeu Schroeder, seu irmão. Lapin, por sua vez, está mais interessado em descobrir a cidade perdida de Zarbo e é lá que o Homem Macaco, após ser capturado e conseguir escapar, tem com eles o confronto final.

## Elenco
| Ator/Atriz       | Personagem          |
| ---------------- | ------------------- |
| Gordon Scott     | Tarzan              |
| Eve Brent        | Jane                |
| Rickie Sorensen  | Tartu               |
| Leslie Bradley   | Schroeder           |
| Maurice Marsac   | René                |
| Bruce Lester     | Comissário Brandini |
| Saul Gorse       | Sikes               |
| William Keene    | Lapin               |
| Sherman Crothers | Tyana               |